# Yanornis
Yanornis é um gênero extinto de aves do Cretáceo Inferior, e provavelmente possuía uma estreita relação com o ancestral comum de todas as aves modernas. Atualmente é conhecida uma espécie, Yanornis martini.

## A descoberta
Essa espécie foi descrita a partir de fósseis encontrados na Formação Jiufotang em Chaoyang, província ocidental de Liaoning, PRC, no ano de 2004, onde cinco amostras foram coletadas. A idade da Formação Jiufotang é um tanto obscura, mas a maioria das estimativas apontam para uma origem Eoaptiana, ou seja, há cerca de 125 a 120 milhões de anos.

## Anatomia
Essa criatura aviana era do tamanho de um pombo grande, tinha um crânio longo, com cerca de 10 dentes na arcada superior e 20 dentes no maxilar inferior, e era ao mesmo tempo capaz de voar e andar bem, com um osso torácico bem desenvolvido em forma de U (fúrcula) . Ele se alimentava provavelmente de peixes, e nas adaptações associadas nota-se uma evolução convergente notável independentemente do enantiornithine Longipteryx. Fúrcula e dentes, por outro lado, são mais como no enantiornithine Aberratiodontus.
A ausência do osso frontal e um crânio diferente dos diapsidas (que inclui também o ancestral comum de aves vivas) permite incluir esses seres no grupo das Ornithurae. Do mesmo modo, a sua escápula e coracóide tinham um formato básico em sua disposição tal como nas aves modernas; o que permitia que o Yanornis levantasse as asas muito acima de suas costas para um movimento ascendente e eficiente. Para permitir os músculos de voo, necessariamente grandes, o seu esterno era mais longo do que largo, uma vez que representa uma condição essencialmente moderna, assim como muitas características de seus braços.

## Classificação
Yanornis ganhou notoriedade quando a metade da frente dessa ave fóssil foi combinada com a cauda de um Microraptor para formar a falsificação paleontológica "Archaeoraptor". Ao descobrir essa fraude, o "meio pássaro" foi descrito como Archaeovolans repatriatus, que posteriormente seria identificada como um sinônimo júnior de Yanornis.
Em 2006, um estudo verificou que Yanornis, Yixianornis e Songlingornis formaram um grupo monofilético. O Songlingornis foi a primeira dessas aves a ser descrita, e por isso a família com este grupo é conhecida como Songlingornithidae. A ordem Yanornithiformes foi levantada para marcar a sua distinção entre os Ornithurae recentes, como o Ganso, mas também pode ser chamada de Songlingornithiformes, especialmente se o táxon presente é na verdade um sinônimo júnior de Songlingornis como em algumas propostas. Por outro lado, outras análises parecem sugerir que esses dois gêneros foram bem distintos.